# Bactrocera zahadi
Bactrocera zahadi
 es una especie de insecto díptero que Mahmood describió científicamente por primera vez en 1999. Esta especie pertenece al género Bactrocera de la familia Tephritidae.  